# Parafia Opatrzności Bożej w Rzeszowie
Parafia Opatrzności Bożej w Rzeszowie – parafia znajdująca się w diecezji rzeszowskiej, w dekanacie Rzeszów Katedra. Erygowana w 1985 roku. W parafii posługują księża salezjanie.

## Historia
W 1982 roku bp przemyski Ignacy Tokarczuk zaproponował salezjanom utworzenie placówki duszpasterskiej w Rzeszowie. W 1983 roku przybył z Przemyśla ks. Roman Marek SDB i został wikariuszem parafii Najświętszego Serca Pana Jezusa z zadaniem zorganizowania nowej parafii i budowy kościoła na Nowym Mieście. W grudniu 1983 roku zawarto porozumienie z władzami państwowymi w sprawie lokalizacji terenu pod budowę kościoła.
13 kwietnia 1984 r. ks. Roman Marek zakupił na przetargu od Spółdzielni Mieszkaniowej „Nowe Miasto” blaszany barak, a 5 czerwca podpisał umowę dzierżawy tegoż terenu ze spółdzielnią. 7 października 1984 roku poświęcono krzyż i w baraku zaadaptowanym na kaplicę odprawiono pierwszą mszę świętą. 24 października 1984 roku ustanowiono kaplicę rektorską pw. Opatrzności Bożej, a ks. Roman Marek został jej rektorem. 
29 sierpnia 1985 roku została erygowana parafia, która została przekazana salezjanom. W latach 1984–1987 władze państwowe usiłowały doprowadzić do likwidacji parafii. 27 października 1987 roku na spotkaniu bpa Tadeusza Błaszkiewicza z wojewodą rzeszowskim doszło do porozumienia, na mocy którego zezwolono na użytkowanie tymczasowej kaplicy, budowę nowego kościoła i uznano granice nowej parafii. 1 czerwca 1988 roku został erygowany dom zakonny pw. św. Jana Bosko. 
W 1990 roku rozpoczęto budowę nowego kościoła, domu zakonnego i salezjańskiego oratorium, według projektu arch. mgra inż. Romana Orlewskiego. 11 czerwca 1996 roku nieznany sprawca podpalił rusztowania i z powodu pożaru uszkodzone zostały ściany i stopiło się 20 ton stali. W tym dniu w żadnym hydrancie przeciwpożarowym na Nowym Mieście nie było wody, a pierwsze jednostki pożarnicze przybyły również bez wody. Wcześniej proboszcz otrzymał telefoniczne pogróżki, co jest wymownym potwierdzeniem zorganizowanego działania przeciwników budowy. 
5 października 1997 roku bp Kazimierz Górny dokonał wmurowania kamienia węgielnego. 23 października 1997 roku powiększono obszar parafii. 25 grudnia 1997 roku bp Edward Białogłowski odprawił pierwszą pasterkę. W 1999 roku oddano do użytku dom zakonny. Blaszaną kaplicę użytkowano do grudnia 2000 roku. 12 listopada 2000 roku prymas Polski kard. Józef Glemp dokonał konsekracji kościoła. 3 lutego 2001 roku bp Kazimierz Górny poświęcił salezjańskie oratorium. Na terenie parafii jest 9000 wiernych.
Proboszczowie parafii:
1985–2001. ks. Roman Marek SDB.
2001–2010. ks. Jan Cienkosz SDB.
2010–2014. ks. Sławomir Zdoliński SDB.
2014–2018. ks. Kazimierz Drozd SDB.
2018–2021. ks. Michał Kaleta SDB.
2021– nadal ks. Jacek Gęca SDB.

## Terytorium parafii
Terytorium parafii obejmuje ulice: 
- Cegielniana.
- Karowa.
- Podwisłocze (bloki 18, 24, 26, 28, 32, 32a, 34, 36, 38, 38a, 38 b, 40 oraz domki jednorodzinne).
- Popiełuszki (bloki 12, 20a, 22).
- Rejtana (bloki 14, 14 a. 22, 24, 26).
- Seniora.
- Witolda Świadka (bloki 3, 5).
- Warzywna.
- Wierzbowa.